# Cyathura hakea
Cyathura hakea är en kräftdjursart som beskrevs av Gary C.B. Poore och Lew Ton 1985. Cyathura hakea ingår i släktet Cyathura och familjen Anthuridae. Inga underarter finns listade i Catalogue of Life.